# 어버 샤무엘

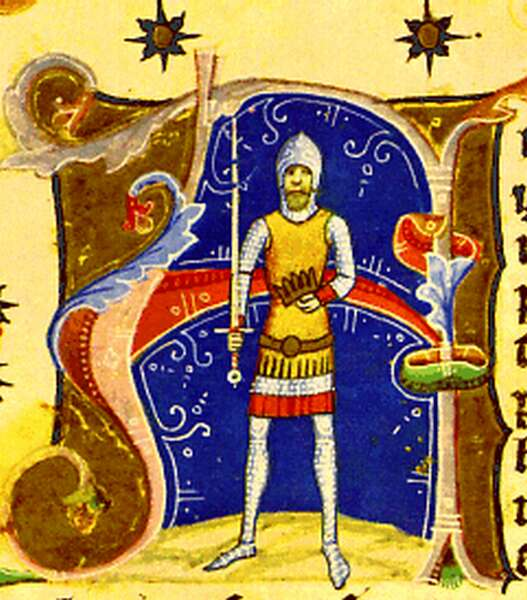
14세기에 출간된 《삽화 연대기》에 묘사된 어버 샤무엘

 샤무엘(헝가리어: Aba Sámuel, 슬로바키아어: Samuel Aba 사무엘 아바, 990년 이전 또는 1009년경 ~ 1044년 7월 5일)은 헝가리의 국왕(재위: 1041년 ~ 1044년)이다.

## 생애
이슈트반 1세의 뒤를 이어 왕위에 오른 오르세올로 페테르는 봉건적인 제도를 추진하는 등 독단적인 정책을 펼쳤다. 이에 샤무엘은 자신을 지지하던 귀족들의 지원을 통해 페테르를 몰아내고 왕위에 올랐다.
샤무엘은 왕위에 오르자마자 페테르가 제정했던 각종 법률을 폐지시켰다. 또한 페테르를 지지했던 귀족들을 고문시키고 살해했다. 1042년에는 오스트리아를 침공했지만 1043년 신성 로마 제국의 하인리히 3세 황제는 이에 대한 보복으로 헝가리를 침공하게 된다.
1044년 신성 로마 제국의 하인리히 3세 황제의 지원을 받은 페테르가 죄르 근교에서 일어난 멘푀(Ménfő) 전투에서 샤무엘 지지 세력을 물리치고 헝가리의 국왕으로 복위하면서 물러나게 된다. 샤무엘은 페테르를 지지하던 군대에게 붙잡혀 살해당했다고 한다.